# Gotthelf Fischer von Waldheim
Pour les articles homonymes, voir Fischer et Waldheim (homonymie).
Johann Gotthelf Fischer von Waldheim (Grigori Ivanovitch Fischer von Waldheim en russe) est un  naturaliste, un  paléontologue et un anatomiste saxon devenu sujet russe, né le 13 octobre 1771 à Waldheim en Saxe et mort le 18 octobre 1853.

## Biographie
Après ses études de médecine à Leipzig, il voyage à Vienne et Paris avec son ami Alexander von Humboldt (1769–1859). À Paris, il suit les cours de Georges Cuvier (1769–1832).
Il enseigne d’abord à Mayence, où il était professeur d'histoire naturelle et bibliothécaire à l'École centrale, puis à partir de 1804, il est professeur d’histoire naturelle à l’Académie de Moscou et directeur de son muséum. En août 1805, il fonde la Société impériale des naturalistes de Moscou.
Il travaille dans tous les domaines de l’histoire naturelle. Il fait de nombreuses recherches sur la classification des invertébrés et publie Entomographia Imperii Rossici dont la parution s’étale de 1820 à 1851. Il étudie également les fossiles autour de Moscou ainsi que les mollusques et d’autres organismes marins.
Gotthelf Fischer von Waldheim est le père d'Alexandre Grigorievitch Fischer von Waldheim et le grand-père d'Alexandre Alexandrovitch Fischer von Waldheim. Il est enterré au cimetière de la Présentation de Moscou, aussi appelé le cimetière allemand.

## Taxons
- Caninae Fischer de Waldheim, 1817
- Caviidae Fischer de Waldheim, 1817
- Cricetidae Fischer, 1817
- Dipodinae Fischer, 1817
- Elasmotherium Fischer, 1808
- Trogontherium Fischer de Waldheim, 1809

## Liste partielle des publications

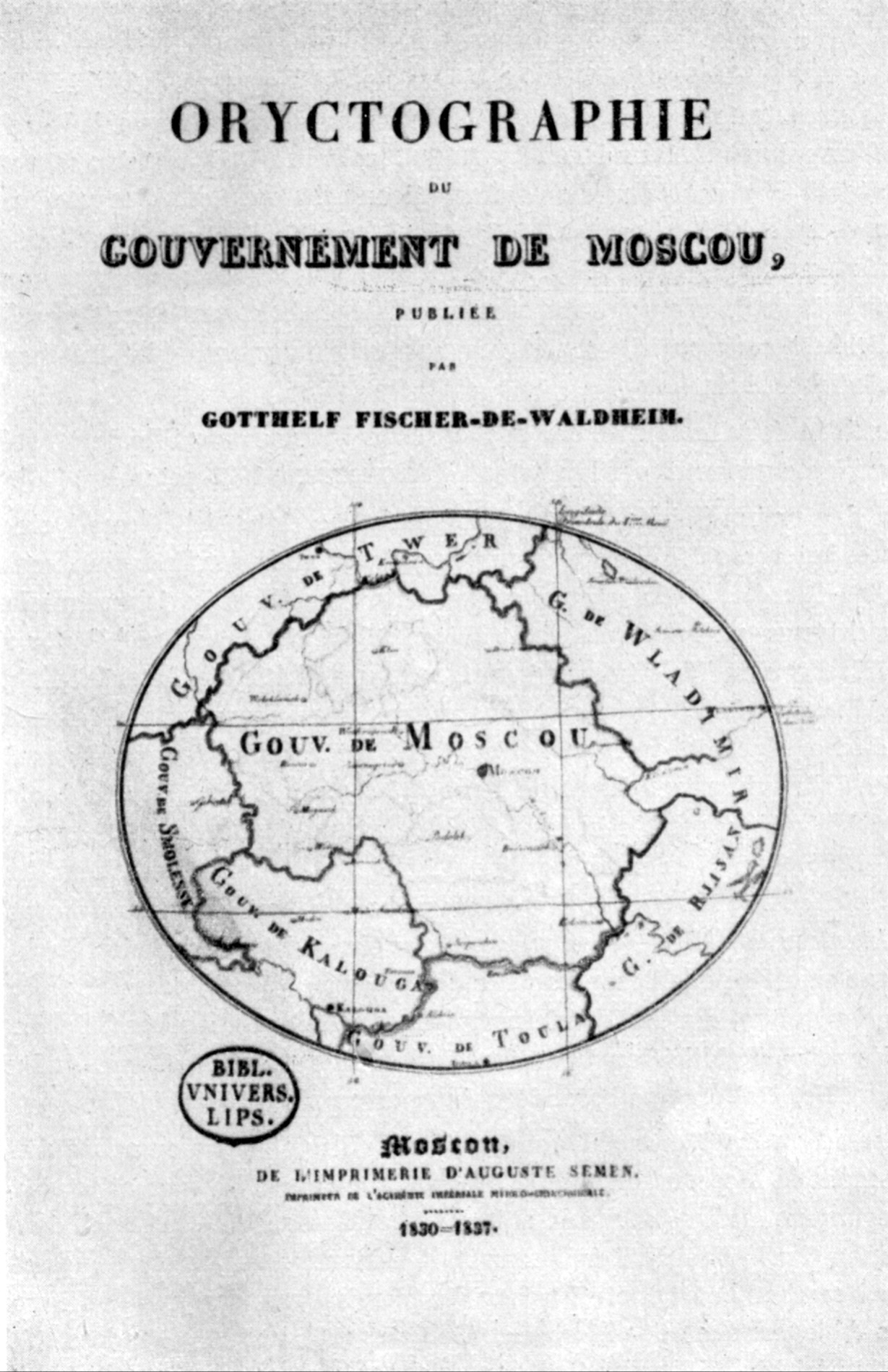
Oryctographie du gouvernement de Moscou, ouvrage publié en français à Moscou, en 1830–1837.

Fischer von Waldheim a écrit en allemand, en français et en latin.
- Versuch über die Schwimmblase der Fische, Leipzig, 1795
- Mémoire pour servir d'introduction à un ouvrage sur la respiration des animaux, Paris, 1798
- Über die verschiedene Form des Intermaxillarknochens in verschiedenen Thieren, Leipzig, 1800
- Beschreibung einiger typographischer Seltenheiten. Nebst Beyträgen zur Erfindungsgeschichte der Buchdruckerkunst, Mayence et Nuremberg, 1800
- Naturhistorische Fragmente, Francfort-sur-le-Main, 1801
- Beschreibung typographischer Seltenheiten und merkwürdiger Handschriften nebst Beyträgen zur Erfindungsgeschichte der Buchdruckerkunst, Mayence vers 1801
- Essai sur les monuments typographiques de Jean Gutenberg, Mayençais, inventeur de l'imprimerie sur Google Livres, Mayence, an X (1801–1802)
- Das Nationalmuseum der Naturgeschichte zu Paris, 1802
- Vorlesungen über vergleichende Anatomie, traduction en allemand des cours de Georges Cuvier, Brunswick, 1801–1802
- Lettre au citoyen E. Geoffroy… sur une nouvelle espèce de Loris : accompagnée de la description d'un craniomètre de nouvelle invention, Mayence, 1804
- Anatomie der Maki und der ihnen verwandten Thiere, Francfort-sur-le-Main, 1804
- Tableaux synoptiques de zoognosie, 1805
- Muséum Demidoff, ou catalogue systématique et raisonné des curiosités etc. donnés à l'université de Moscou par Paul de Demidoff, Moscou, 1806
- Muséum d'Histoire naturelle de l'université impériale de Moscou, 1806
- Notices sur les fossiles de Moscou, 1809–1811
- Notices d'un animal fossile de Sibérie, 1811
- Onomasticon du Système d'Oryctognoise, 1811
- Zoognosia tabulis synopticis illustrata, in usum prälectionum Academiae Imperialis Medico-Chirurgicae Mosquentis edita, Moscou, 1813
- Observations sur quelques diptères de Russie, 1813
- Essai sur la turquoise et sur la calaïte sur Google Livres, 1816
- Adversaria zoologica, 1817–1823
- Entomographie de la Russie, Moscou, 1820–1851
- Enchiridion generum animalium, 1823
- Prodromus Petromatognosiae animalium systematicae, continens bibliographiam animalium fossilium, Moscou, 1829–1832
- Oryctographie du gouvernement de Moscou, 1830–1837
- Bibliographia Palaeonthologica Animalium Systematica, Moscou, 1834
- Einige Worte an die Mainzer, bei der Feierlichkeit des dem Erfinder der Buchdruckerkunst Johann Gutenberg in Mainz zu errichtenden Denkmals, Moscou, 1836
- Recherches sur les ossements fossiles de la Russie, Moscou, 1836–1839
  - En ligne : v. 2, 1838 ; v. 3, 1839
- Spicilegium entomographiae Rossicae, Moscou, 1844

### Travail de traduction et d'édition
- Jan Ingenhousz (avec Gotthelf Fischer et A. von Humboldt), Über Ernährung der Pflanzen und Fruchtbarkeit des Bodens aus dem Englischen übersetzt und mit Anmerkungen versehen von Gotthelf Fischer. Nebst einer Einleitung über einige Gegenstände der Pflanzenphysiologie von F. A. von Humboldt, Leipzig, 1798Ingenhousz avait d'abord fait paraître seul cet ouvrage en anglais en 1796 sous le titre An essay on the food of plants and the renovation of soils.